# Mike England
Harold Michael England (Holywell, 2 dicembre 1941) è un ex calciatore e allenatore di calcio gallese, di ruolo difensore.

## Carriera
Roccioso difensore centrale, iniziò la carriera nei Blackburn, dove rimase per sette anni, prima di passare al Tottenham con cui si consacrò come uno dei migliori difensori della Premier League. Dopo una breve parentesi al Cardiff City andò a chiudere la carriera da giocatore nella NASL con la maglia dei Seattle Sounders. Nel 1976 fu selezionato nel Team America, selezione che raccoglieva i migliori giocatori, sia statunitensi che no, della North American Soccer League per disputare il Torneo del Bicentenario, che chiuse al quarto ed ultimo posto.
Nel 1979 appese le scarpette per diventare allenatore della nazionale gallese, esordendo con un sonante 4-1 all'Inghilterra a Wrexham. Sotto la sua guida il Galles arrivò vicinissimo alla qualificazione agli europei e ai mondiali, senza però mai raggiungerla.
Decise di abbandonare il calcio a seguito della drammatica morte dell'allenatore di calcio della Scozia Jock Stein, durante la decisiva partita Galles-Scozia per la qualificazione ai campionato del mondo 1986. Stein ebbe un attacco di cuore durante la partita, morendo a pochi metri da England, che rimase shockato dall'accaduto maturando la decisione di abbandonare i campi di gioco.

## Palmarès

### Giocatore

#### Competizioni nazionali
- Coppa d'Inghilterra: 1

Tottenham: 1966-1967
- Charity Shield: 1

Tottenham: 1967

#### Competizioni internazionali
- Coppa UEFA: 1

Tottenham: 1971-1972
- Coppa di Lega Italo-Inglese: 1

Tottenham: 1971